# انجمن دوستی ایران و آلمان
انجمن دوستی ایران و آلمان یا انجمن آلمانی-ایرانی در شمال آلمان (به آلمانی: Deutsch-Iranische Gesellschaft in Norddeutschland e.V.) یک سازمان فرهنگی و غیرانتفاعی مستقر در هامبورگ است که با هدف ترویج تبادلات فرهنگی بین ایران و آلمان فعالیت می‌کند. این انجمن با همکاری نهادهای دانشگاهی و فرهنگی، برنامه‌های متعددی از جمله سخنرانی‌ها، کارگاه‌های فرهنگی و جشن‌های سنتی ایرانی مانند جشن مهرگان برگزار می‌کند.

## فعالیت‌ها
این انجمن به‌طور منظم رویدادهای فرهنگی و علمی مرتبط با تاریخ و فرهنگ ایران را سازمان‌دهی می‌کند. از جمله، در همکاری با دانشگاه هامبورگ، میزبان سخنرانی‌هایی دربارهٔ تاریخ ایران و جغرافیای فارسی‌زبان بوده است.
این انجمن با دانشگاه هامبورگ، انستیتوی آسیایی-آفریقایی، و دیگر نهادهای آلمانی همکاری نزدیکی دارد. همچنین به سازمان‌دهی جشنواره‌های فرهنگی ایرانی در شمال آلمان کمک کرده است.